# Veltliner Mord
Der Veltliner Mord oder Veltliner Protestantenmord (italienisch sacro macello) vom 18. bis 23. Juli 1620 war ein Ereignis in den italienischsprachigen Untertanenlanden des Freistaats der Drei Bünde und in Brusio im bündnerischen Puschlav, bei dem ein Grossteil der dort lebenden reformierten Minderheit von der katholischen Mehrheit ermordet oder vertrieben wurde. Je nach Quelle kamen dabei zwischen 300 und 600 Personen um. Als Folge des Veltliner Mords wurde Graubünden in den «Bündner Wirren» im Rahmen des Dreissigjährigen Krieges zum Kriegsschauplatz zwischen Frankreich und Spanien.

## Vorgeschichte

### Das Veltlin als Untertanenland der Drei Bünde

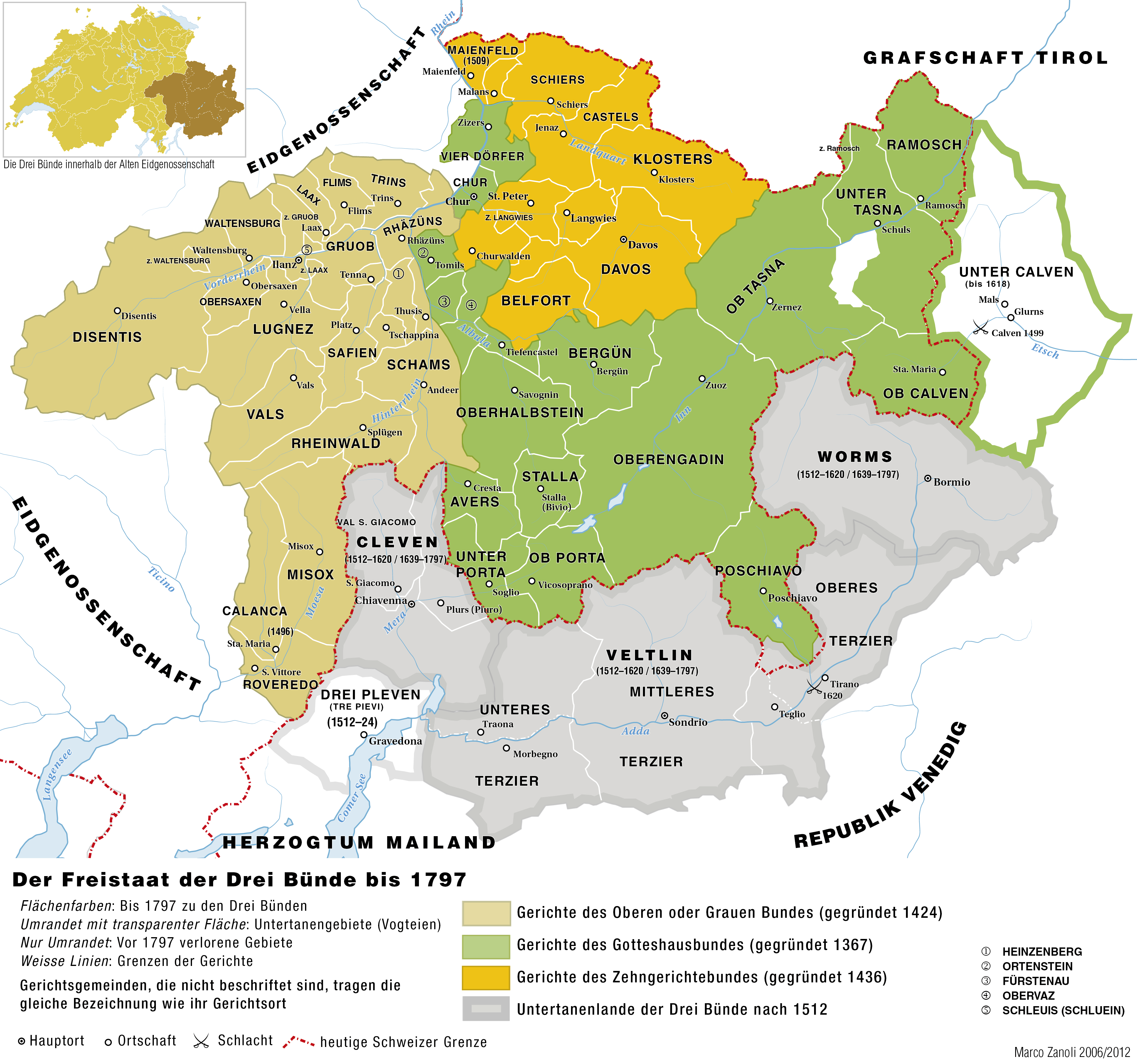
Karte der Drei Bünde mit ihren Untertanengebieten

Die drei Talschaften Veltlin, Chiavenna und Bormio waren seit 1512 Untertanenlande der Drei Bünde. Die Drei Bünde übernahmen dadurch die Herrschaftsgewalt in diesen Gebieten, mussten aber die alten Rechte und Satzungen der Talschaften respektieren. Von alters her besassen aber Chiavenna und Bormio viel grössere Freiheiten als das Veltlin. Die Echtheit eines Vertrages zwischen den Veltlinern und den Drei Bünden, des «Versprechens von Teglio» (Patti di Teglio), der auch den Veltlinern weitgehende Rechte zusprach und sie förmlich als «Bundesgenossen» anerkannte, ist bis heute umstritten geblieben. Wahrscheinlich handelt es sich dabei um eine Fälschung aus der Reformationszeit, mit der Missbräuche der Bünde angeprangert werden sollten. Die Herrschaftsgewalt im Veltlin wurde in Vertretung der Drei Bünde durch einen Gouverneur in Sondrio und in den grösseren Ortschaften durch Podestà (in Chiavenna «Commissari» genannt) wahrgenommen. Die Kosten dieser Administration mussten von den Untertanen übernommen werden. Die ordentliche Entlohnung der Bündner Amtsleute war für die Zeit sehr dürftig, was diese teilweise zur persönlichen Bereicherung im Amt veranlasste. Im Vergleich mit den umliegenden Herrschaften Mailands und Venedigs waren die Freiheiten in den Bündner Untertanengebieten durch die Selbstverwaltung auf der Ebene der Terziere und der Gemeinden allerdings recht weitreichend, auch die Abgaben blieben relativ moderat. Im Vergleich zu den Einwohnern der Drei Bünde, Chiavennas und Bormios waren die Veltliner jedoch klar schlechter gestellt.

### Der Einfluss der Reformation auf die Bündner Untertanengebiete
Nach dem Beginn der Reformation (→Reformation und Gegenreformation in der Schweiz) setzte sich 1526 mit den Ilanzer Artikeln in den Drei Bünden die Parität als Grundlage für das weitere Zusammenleben der Konfessionen durch. Reformierte Bündner Amtleute begannen seitdem, in den Untertanenlanden reformierte Prediger, sog. Prädikanten, zu fördern. Für die katholischen Untertanen wirkte sich nun die Parität dahingehend aus, dass sie, sobald sich eine oder mehrere Familien einer Gemeinde der Reformation anschlossen, die Pfarrkirche und die dazugehörenden Pfründen mit einer reformierten Kirchgemeinde teilen mussten.
Vor allem die «Entfremdung» von katholischen Pfründen, Stiftungen und Kirchen wurde von der katholisch gebliebenen Bevölkerung als grosse Ungerechtigkeit empfunden und die Gleichberechtigung der Konfessionen vor allem als Benachteiligung der Katholiken wahrgenommen. Weiter ergriff der Bundestag der Drei Bünde Massnahmen, um die Gegenreformation zu behindern. Kirchenrechtlich gehörten die Bündner Untertanengebiete und die Talschaft Poschiavo zum Bistum Como, dessen Bischof sich anders als derjenige von Chur ausserhalb des Machtbereichs der Drei Bünde befand. Visitationen des Bischofs von Como in seinen Bündner Pfarreien wurden deshalb verboten, den geistlichen Orden der Aufenthalt und die Durchführung der Inquisition versagt, die Durchführung der Beschlüsse des Konzils von Trient (1545 bis 1563) untersagt sowie auch die Einführung des Gregorianischen Kalenders verhindert.

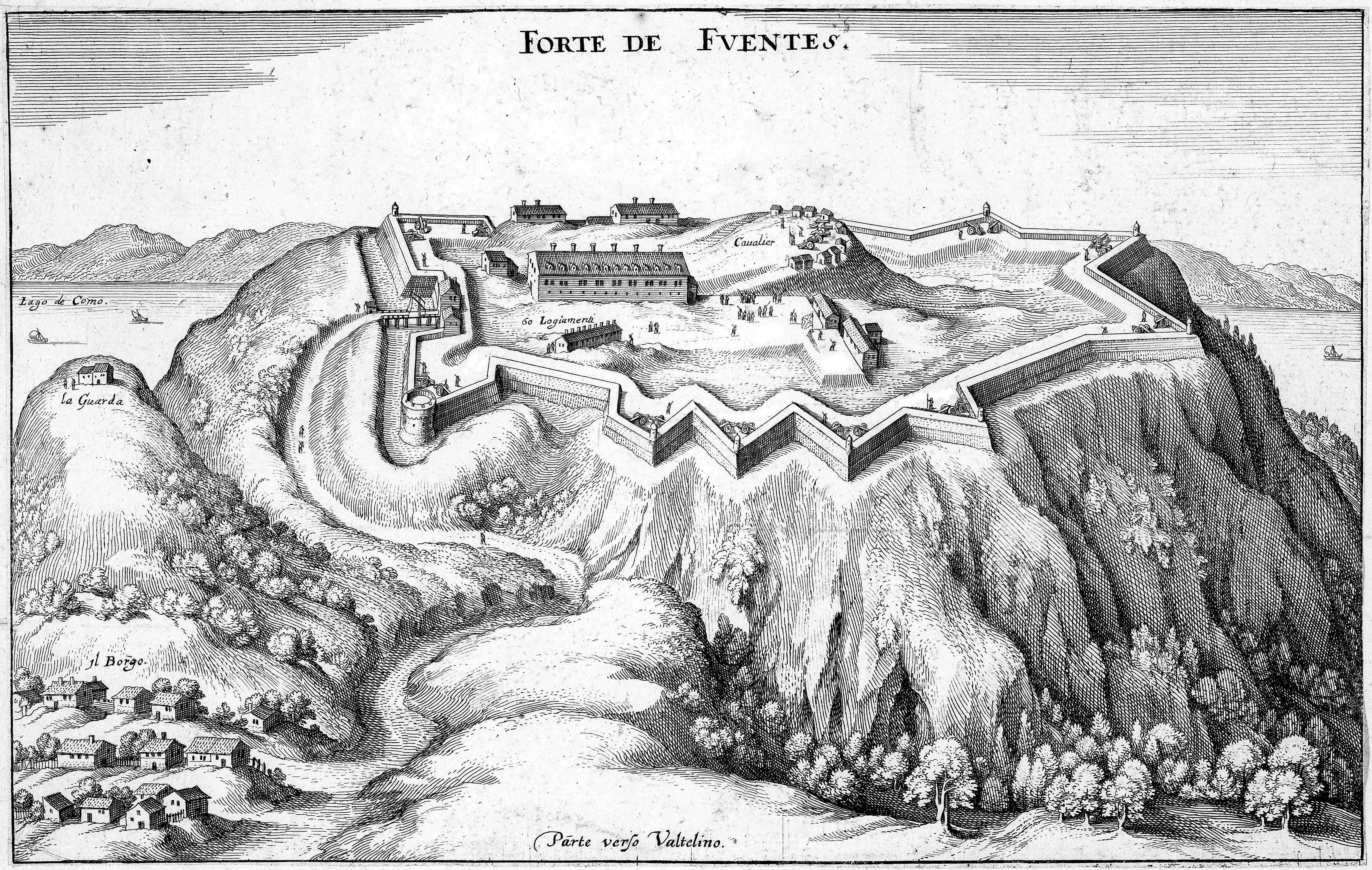
Die Festung Fuentes bei Colico, 1603 vom spanischen Gouverneur in Mailand, Pedro Henriquez de Acevedo, Graf von Fuentes, als Talsperre gegen die Bündner erbaut

Auf katholischer Seite erregte das Übergreifen der «Ketzerbewegung» über die Alpen Ängste und Unmut, besonders beim Papst und in Spanien, dem das Herzogtum Mailand zugefallen war. Als grösstes Problem wurde dabei die Offizin des Dolfino Landolfi in Poschiavo gesehen, wo italienischsprachige Schriften auf Druck gelegt wurden, die auf Roms Index der verbotenen Bücher standen und die über das Veltlin nun Eingang nach Italien fanden. Verschiedene Versuche Mailands, wieder in den Besitz der verlorenen Gebiete zu gelangen, scheiterten, und als Resultat der Müsserkriege musste das Herzogtum Mailand 1531 die Hoheit der Bünde über die drei Talschaften anerkennen. Die Drei Bünde verloren aber das Gebiet der Tre Pievi das den Schlüssel zum ganzen Veltlin bildet. Am oberen Ende des Comersees begann deshalb Mailand unter spanischer Herrschaft starke Befestigungen anzulegen. Am 24. Oktober 1603 gab Pedro Enriquez de Acevedo, Graf von Fuentes, spanischer Gouverneur von Mailand den Startschuss zu den Bauarbeiten der dann nach ihm benannten Festung.
Der Gegensatz zwischen herrschenden Landen und Untertanen vertiefte sich also durch die Reformation noch zusätzlich. Innerhalb der Veltliner Gesellschaft schlossen sich der Reformation vor allem gebildete Kreise und ein Teil der adligen Familien an, sei es aus Überzeugung oder Opportunität. Die Konvertiten wurden aus ihren Gemeinen und Grossfamilien ausgestossen und geächtet, galten nicht mehr als Teil der Talschaft, sondern als «Bündner Agenten».

### Die strategische Lage des Veltlins im Rahmen der habsburgischen Politik

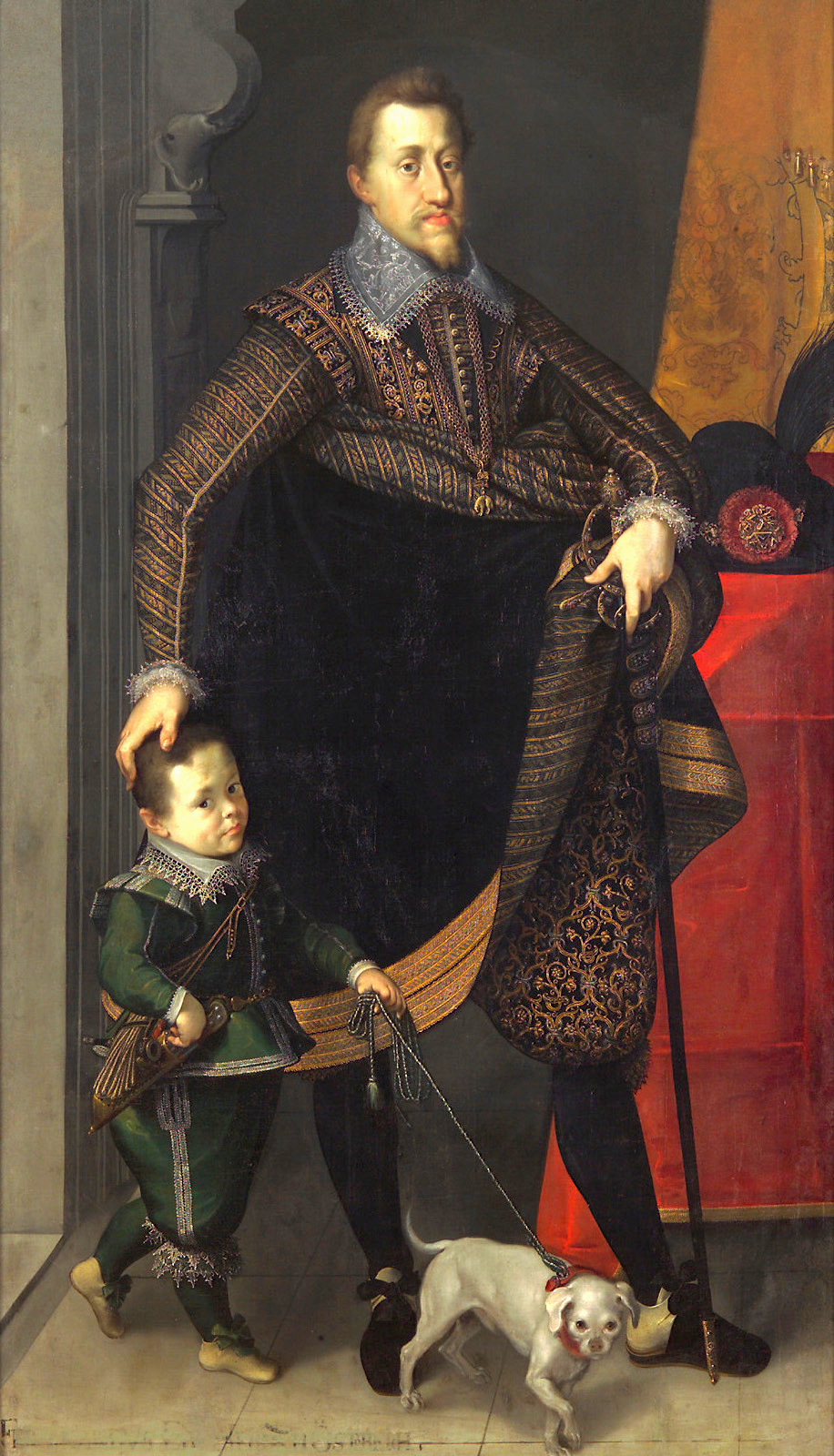
Kaiser Ferdinand II. von Habsburg

Die Talschaften Chiavenna, Veltlin und Bormio waren schon seit dem Altertum von grosser strategischer Bedeutung, da zahlreiche Verkehrsverbindungen zwischen der Poebene und der Alpennordseite sie durchqueren. Die wichtigsten waren traditionellerweise der Septimer-, Splügen- und Malojapass von Chiavenna nach Chur und Innsbruck. Durch die Erwerbung Mailands durch Habsburg 1536 erlangten weitere Pässe Bedeutung, so der Umbrail und das Stilfser Joch, über die eine direkte Verbindung zwischen den habsburgischen Besitzungen in Tirol und Mailand möglich gewesen wäre. Andererseits bildete der Apricapass von Edolo nach Tirano die einzige noch nicht von Habsburg kontrollierte Landverbindung zwischen der Republik Venedig mit Deutschland und Frankreich. Auch dem Splügenpass kam erhöhte Bedeutung zu, da er für Frankreich ein mögliches Einfallstor ins Herzogtum Mailand darstellte.
In den von den Drei Bünden kontrollierten Gebieten überschnitten sich also zwei wichtige strategische Achsen: Wien–Mailand (Habsburg/Spanien) und Paris–Venedig–Rom (Frankreich/Venedig/Papst). Das Ringen der Grossmächte Habsburg-Spanien und Frankreich um die Bündner Pässe 1618–1648 während des Dreissigjährigen Krieges war das Resultat der strategischen Lage der Drei Bünde.

### Das «Strafgericht zu Thusis» und das Eingreifen Österreichs in Graubünden
Eine wichtige Rolle als Auslöser des Veltliner Mords spielte der Konflikt zwischen der reformierten und der katholischen Partei in den Drei Bünden. Die reformierte Partei strebte eine Erneuerung des Bündnisses mit der Republik Venedig an, das 1613 abgelaufen war. Ihr wichtigster Vertreter war Jörg Jenatsch, der reformierte Pfarrer von Scharans. Die katholische Partei wollte die Drei Bünde in ein Bündnis mit Spanien und Österreich einbringen, wovon sie sich eine Stärkung der Gegenreformation erhofften. Die wichtigsten Führer dieser Partei waren die Brüder Rudolf und Pompejus Planta.

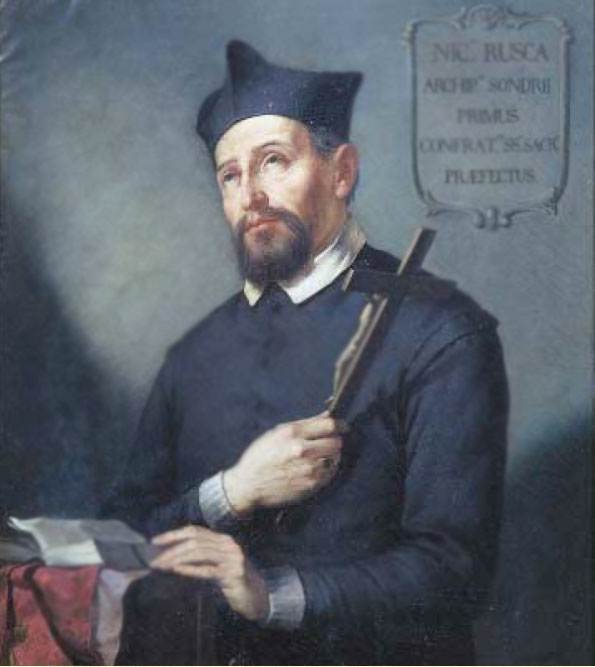
Nicolò Rusca auf einem Gemälde von Antonio Caimi (1852)

Um zusätzlichen Druck aufzubauen, sperrte Spanien seine Grenze im Herzogtum Mailand für den Handel mit den Drei Bünden. Im Anschluss an eine reformierte Synode in Bergün im April 1618 kam es deshalb zu einem Aufstand gegen die spanische Partei. Zahlreiche prominente  Parteigänger Spaniens und bei den Reformierten besonders verhasste Persönlichkeiten wurden verhaftet, so auch der katholische Erzpriester Nicolò Rusca aus Sondrio. In Thusis wurde von August 1618 bis Januar 1619 ein Strafgericht über die spanisch-katholische Partei abgehalten. Rusca wurde zu Tode gefoltert und der Bischof von Chur, Johann Flugi, des Landes verbannt und für abgesetzt erklärt. Weitere 157 Personen wurden verurteilt und einzelne hingerichtet, wenn man ihrer habhaft werden konnte. Unter den Entflohenen befand sich Rudolf Planta und sein Neffe, der Veltliner Ritter Giacomo Robustelli aus Grosotto. Die Vertriebenen warben in der Eidgenossenschaft und in Österreich für Unterstützung. Im Deutschen Reich wurde 1619 Ferdinand II. zum römisch-deutschen Kaiser gewählt. Er war bekannt für seine harte Linie gegen die Reformierten, die er in seinem Herrschaftsbereich in den habsburgischen Erblanden nahezu vollständig bekehrt oder vertrieben hatte. Nach dem Hilfeersuchen von Rudolf Planta entwickelte Ferdinand 1620 einen Invasionsplan, der einen gleichzeitigen Angriff von Mailand und aus dem Vinschgau vorsah.

## Die Ereignisse während des Veltliner Mords am 18./19. Juli 1620

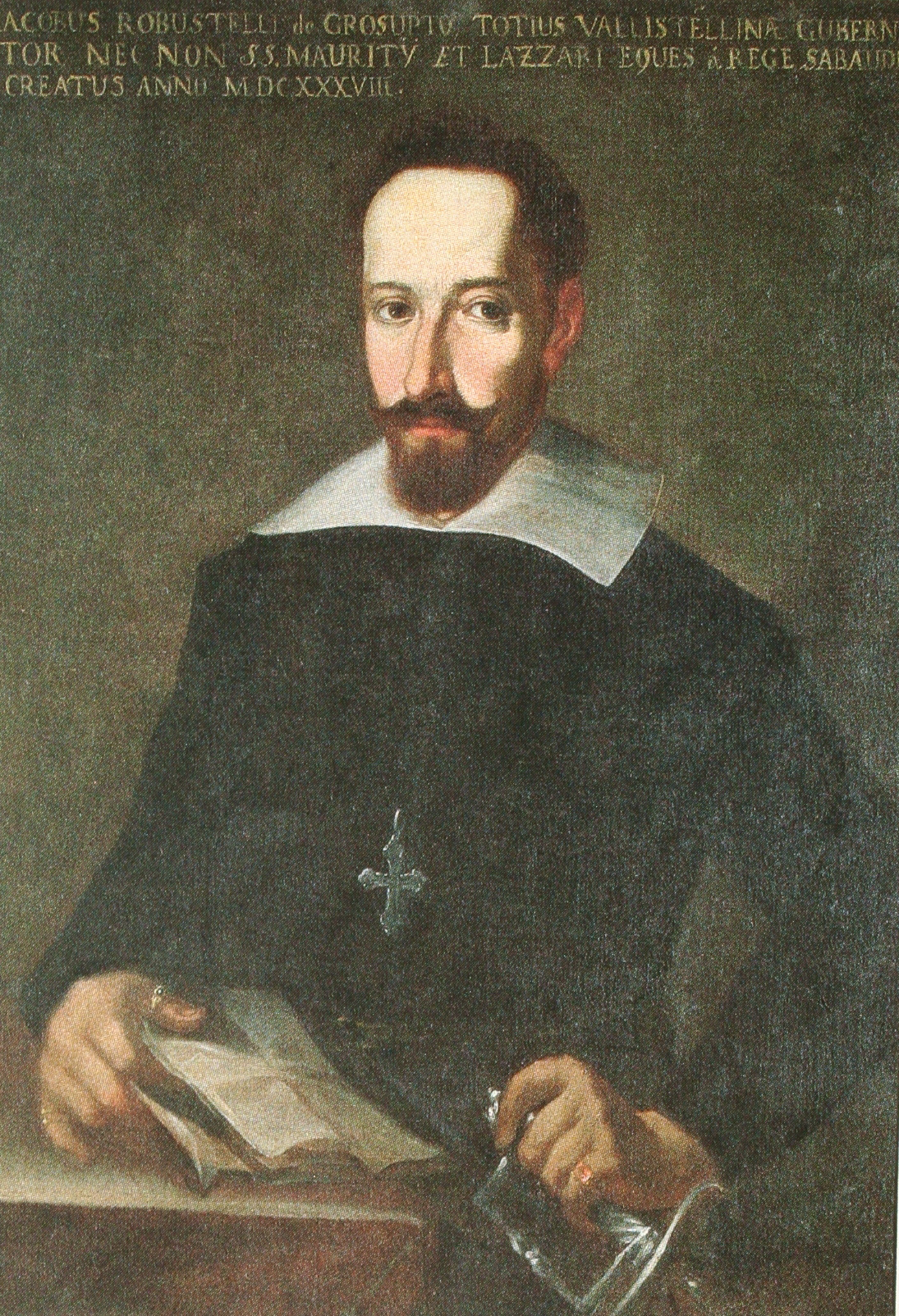
Giacomo Robustelli

Im Veltlin war die Volksstimmung nach der Entführung und Hinrichtung Nikolaus Ruscas klar gegen die Bündner und gegen die Reformierten in den eigenen Reihen. Jakob Robustelli kehrte nach dem Ablauf seiner Verbannung wieder ins Veltlin zurück und begann einen Aufstand gegen die Bündner zu organisieren. Mit Unterstützung aus Spanien und Österreich sollten die Bündner und ihre Parteigänger mit Gewalt aus dem Land vertrieben werden. Robustelli warb mit spanischem Geld eine ganze Reihe von katholischen Adligen und Parteigängern im Veltlin an, um mit einem Handstreich die Kontrolle zu übernehmen.
In der Nacht vom 18. auf den 19. Juli 1620 begann in Tirano unter der Führung von Jakob Robustelli, Marc Anton Venosta von Grosio, Vinzenz Venosta von Mazzo, und Franziskus Venosta von Tirano der katholische Aufstand. Die Stadttore wurden in den frühen Morgenstunden von den Verschwörern besetzt und alle Menschen durch Glockengeläut auf die Strasse gerufen. Anschliessend wurden alle Reformierten, derer man habhaft werden konnte, umgebracht. Der Bündner Landrichter, die Podestaten von Tirano und Teglio und weitere 60 Personen fanden den Tod. In der Bündner Talschaft Poschiavo erfuhren die Reformierten am gleichen Tag von den Ereignissen in Tirano und versuchten ihren Glaubensgenossen zu Hilfe zu eilen. Die Verschwörer hatten jedoch den Weg beim Schloss Piattamala bereits versperrt. In zeitgenössischen reformierten Quellen werden die Ereignisse nach dem Julianischen Kalender auf den 9. Juli gelegt.
Am Sonntag, 19. Juli, zog Robustelli mit seiner Truppe nach Teglio, wo sich Azzo und Carlo Besta, zwei lokale Adlige der Verschwörung anschlossen. Unter ihrer Führung wurden die Reformierten während des Gottesdiensts überrascht. Der Widerstand einiger Mutiger im Kirchturm wurde schnell überwunden, indem man den Turm in Brand setzte. Besondere Erwähnung in zeitgenössischen Quellen findet die Ermordung von Anton Besta, «der frömbsten, reichesten, vnd best qualificirtesten Edelleut einer im gantzen Land», der nächste Vetter des Azzo und Carlo Besta. In Teglio starben 62 Menschen, darunter war auch der Bündner reformierte Pfarrer Jan Peider Danz.
Anschliessend wurde Sondrio überfallen. 73 bewaffnete Reformierte, darunter auch Pfarrer Jenatsch, verschanzten sich im Palast des Gouverneurs, wo sie von etwa 1000 Mann belagert wurden. Schliesslich erhielt diese Gruppe freien Abzug über den Murettopass ins Engadin. Trotzdem kamen in Sondrio und Umgebung etwa 140 Menschen ums Leben, einige Reformierte wurden nach Mailand an die Inquisition überstellt. Selbst Bündner Amtsleute wurden ermordet. Sofern sie aber katholisch waren, wurden sie am Leben gelassen und lediglich vertrieben. Die Aufständischen beeilten sich, den neuen Gregorianischen Kalender einzuführen und alle Güter der Reformierten zur Plünderung freizugeben. In zeitgenössischen reformierten Quellen wird immer wieder darauf hingewiesen, dass die meisten reformierten Familien sehr wohlhabend gewesen seien und dass dies für die Bauern der Umgebung eine wichtige Motivation dargestellt habe, an dem Morden und Plündern teilzunehmen. So konnten sie sich einerseits persönlich bereichern, aber auch Schuldbriefe vernichten und sich Besitzurkunden über Land aneignen. Während weiteren drei Tagen wurden im ganzen Veltlin reformierte Familien und Einzelpersonen ermordet und vertrieben.
Am Dienstag, 21. Juli, fielen die Veltliner auch in die Bündner Talschaft Puschlav ein, wo ein Teil der lokalen katholischen Führung mit ihnen kooperierte. In Brusio kamen um die 30 Reformierte um, der grosse Teil der Gemeinde war jedoch gewarnt worden und konnte sich auf die Cavaglia-Ebene zurückziehen und von dort ins Engadin flüchten. Die Exulanten fanden in den Drei Bünden und den reformierten Städten Zürich, St. Gallen und Genf Aufnahme.

## Die Folge des Veltliner Mordes: Veltliner Unabhängigkeit, Kelchkrieg und Bündner Wirren

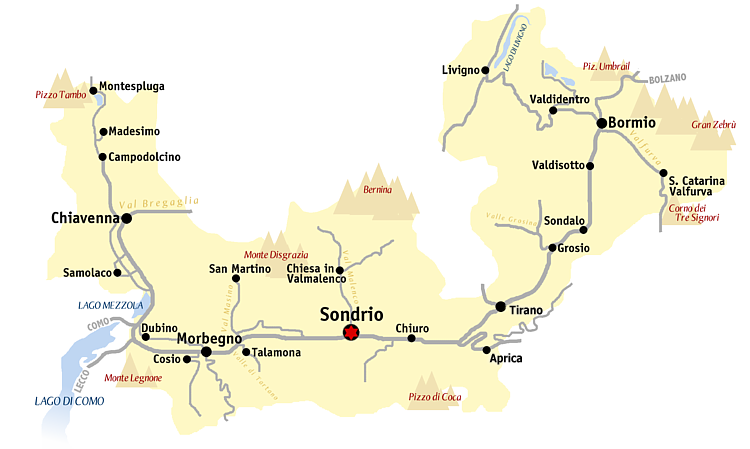
Karte des Veltlins

Nach dem so genannten Veltliner Mord erklärten sich das Veltlin und Bormio für selbständig. Nur Chiavenna blieb bei den Drei Bünden. In Sondrio wählten die Veltliner Aristokraten Jakob Robustelli zu ihrem Regenten. Drei Tage später rückten österreichische Truppen ins Münstertal ein und errichteten bei St. Maria eine Befestigungsanlage, um den Weg über den Umbrail zu kontrollieren. Ins Veltlin rückten von Mailand her spanische Truppen ein. Die Veltliner besetzten strategische Punkte, wie die Gandenbrücke, und die Hauptorte des Tales. In Morbegno wurden die Brücken und Straßen gegen das venetianische Gebiet zum Passo San Marco hin abgesperrt. In Sondrio wurde das Castello Masegra (bei Sprecher als «Schloss Mazegrio» bezeichnet) besetzt, Tirano wurde mit Ringmauern versehen, Piattamala am Eingang zum Puschlav (bei Sprecher auch als «Serbellonis Veste» bezeichnet) instand gesetzt und bemannt, und Bormio gegen die Gebirgspässe vom Oberengadin, den Passo di Foscagno und den Pass Chaschauna (seinerzeit noch «Casana-Pass» genannt) mit Schanzen bei Turripiano (bei Sprecher noch als «Terraplana» und «Terrapiana» sowie in der Schweizer Landeskarte als «Torripiano» bezeichnet) gesichert. Die Spanier befestigten die Ortschaft Riva am Lago di Mezzola, und am Eingang zum Val Codera die dortige gleichnamige alte Festung (bei Peter C. von Planta noch «Sasso Corberio» genannt), um die «Piano di Chiavenna», die Ebene südlich Chiavennas zu sperren.
Die reformierten Bündner Talschaften versuchten vergeblich, das Veltlin zurückzuerobern. Ein Überfall über Chiavenna und den Murettopass endete am 2. August bei Morbegno in einer vernichtenden Niederlage.
Darauf riefen die Drei Bünde die Eidgenossenschaft zu Hilfe. Die katholischen Orte verweigerten jedoch jegliche Unterstützung und es kam beinahe zum Bürgerkrieg, da die Katholiken die reformierten Städte Bern und Zürich daran hindern wollten, Truppen nach Graubünden zu verlegen. Unter den Obersten Hans Jakob Steiner aus Zürich, Nikolaus von Mülinen aus Bern und Johannes Guler aus Bünden kam es zur vorübergehenden Rückeroberung von Bormio und zur anschliessenden Schlacht bei Tirano, welche für die Bündner verloren ging.
Der Freistaat der Drei Bünde musste als Folge der Niederlage bei Tirano vorläufig seine Untertanenlande aufgeben. In den folgenden Jahren gerieten die Drei Bünde in den Sog des Dreißigjährigen Krieges. Während der «Bündner Wirren» wechselten die Bündner mehrmals die Koalitionen zwischen Spanien-Österreich, dem Papst und Venedig-Frankreich. Am 15. Januar 1622 mussten die Bündner formell gegen einen Jahrestribut von 25.000 Gulden auf das Veltlin verzichten. Die umstrittene Talschaft kam dann nach Intervention Frankreichs und Venedigs für kurze Zeit an den Papst.

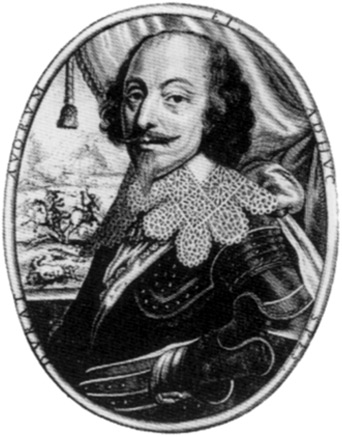
Henri II. de Rohan

1624 fielen die Bündner mit Unterstützung aus Frankreich und der Eidgenossenschaft erneut ins Veltlin ein, sie mussten sich jedoch bald wieder zurückziehen und die Talschaft fiel wieder unter die Kontrolle Spaniens. Über Jahre hinweg wurden Verhandlungen über das endgültige Schicksal der ehemaligen Bündner Untertanenlande geführt, die aber allesamt ergebnislos verliefen. Als 1634 Spanien mit einem grossen Heer durch das Veltlin zog und die Schweden bei Nördlingen schlug, entschloss sich Frankreich erneut zu einer Intervention im Veltlin. 1635 griff der französische General in den Drei Bünden, Herzog Henri II. de Rohan, die Spanier an und schlug spanisch-österreichische Heere am 2. Juli bei Mazzo, bei Fraele am 31. Oktober und bei Morbegno am 10. November und erlangte dadurch die Kontrolle über das Addatal.
Die Drei Bünde verlangten von Frankreich die bedingungslose Rückgabe der Talschaften Veltlin und Bormio, was Rohan jedoch nicht zuliess. Er versuchte in einer Konferenz in Chiavenna 1636 die Autonomie der Untertanen wesentlich zu vergrössern. Die Bünde weigerten sich jedoch darauf einzugehen und schlossen am 3. September 1639 eine Allianz mit Spanien, das im Tausch Veltlin und Bormio wieder den Drei Bünden überliess. Als einzige Einschränkung bestand Spanien auf einem Verbot des reformierten Glaubens sowie auf ungehinderten Zugang des Bischofs von Como und der Gegenreformation in die Talschaften. Der Vertrag zwischen den Drei Bünden und Spanien, das sog. «Kapitulat» bildete seither eine Art Verfassung für das Veltlin.